# Filozofia wojny i pokoju
Filozofia wojny i pokoju – dział filozofii politycznej, zajmujący się refleksją nad pokojem i wojną. Dyscyplina jest częścią interdyscyplinarnych nauk o pokoju oraz polemologii. 

## Problematyka
W stosunku do wojny i pokoju można wyróżnić dwa zasadnicze stanowiska:
- wojna jest naturalnym stanem w stosunkach międzynarodowych, a pokój jest rzeczą nietrwałą. Stanowisko to uznawane jest za bardziej konserwatywne. W XX w. zaczęto określać tę tradycję mianem realizmu w stosunkach międzynarodowych[2]
- możliwe jest stworzenie świata, w którym pokój będzie stanem stabilnym. W XX wieku dominujący nurt tego stanowiska zaczęto nazywać idealizmem lub liberalizmem utopijnym, który następnie rozwinął się w stanowisko liberalne[3]. Obok liberalizmu, na innych przesłankach, stanowisko to reprezentują niektóre ruchy religijne (szczególnie millenarystyczne), czy marksizm. Stanowisko to jest też ściśle związanych z pacyfizmem, czyli doktryną polityczną popierającą zaprowadzenie powszechnego pokoju.

Podział na realizm i idealizm jest podziałem w ramach filozofii politycznej i nie ma nic wspólnego z innymi typami realizmu i idealizmu w filozofii. 
Do problemów głównych filozofii wojny i pokoju należą :
- określenie natury i zasadniczych przyczyn wojen,
- problematyka wojen sprawiedliwych, czyli wojen, których prowadzenie jest usprawiedliwione,
- sposoby ograniczania wojen i możliwość zaprowadzenia pokoju światowego,
- prawa narodów i istota suwerenności.

## Historia
Dla starożytnych Greków i Rzymian wojna była częścią naturalnego porządku rzeczy. Wątki pacyfistyczne pojawiały się rzadko, np. w nauczaniu stoików.
Sytuacja zmieniła się zasadniczo wraz z powstaniem i rozprzestrzenieniem się chrześcijaństwa. Dla wielu myślicieli chrześcijańskich pokój był wielką wartością. W pismach Dantego czy Tomasza z Akwinu pokój jest celem, do którego powinni dążyć wszyscy ludzie. Średniowieczne chrześcijaństwo nie odrzucało jednak całościowo wojny, rozwijając koncepcję wojny sprawiedliwej, czyli wojny, której prowadzenie jest dopuszczalne, a czasami nawet wskazane. Szczególną formy wojny sprawiedliwej była święta wojna, czyli wojna uzasadniana pobudkami religijnymi (np. wyprawy krzyżowe). 
W filozofii nowożytnej myśliciele często odchodzili od moralnej oceny wojny, traktując ją jako stały element rzeczywistości. W swoim Księciu Niccolò Machiavelli radził władcom, aby ciągle gotowali się na wojnę, gdyż tylko w ten sposób mogą utrzymać się na tronie. W Lewiatanie Thomas Hobbes uznał, że wojna jest stanem naturalnym człowieka i wynika z jego złej natury. Umowa społeczna powołuje do życia państwo, które dzięki swej absolutnej władzy może wyeliminować walkę między jednostkami. Takiego pokoju nie można nie można natomiast zapewnić w stosunkach między państwami, w których brakuje suwerena. Z kolei John Locke zaprezentował odmienną koncepcję umowy społecznej, uznając, że stan natury miał charakter pokojowy i w konsekwencji wojna nie jest stanem nieuniknionym, a między państwami obowiązują prawa naturalne. Obok Locke'a nurt antywojenny w filozofii politycznej reprezentował m.in. Erazm z Rotterdamu. 
Znacznie częściej niż poglądy ogólnie antywojenne, głoszono projekty pokoju europejskiego, np. Pierre'a Dubois (1305-1307 r.) czy czeskiego króla Jerzego z Podiebradów (1461 r.). Miał się on opierać na chrześcijaństwie i zapewniać jedność i siłę w walce z muzułmanami. Najbardziej znany projekt światowego pokoju został przedstawiony w dziele Immanuela Kanta O wiecznym pokoju (1795 r.).
W XIX wieku wojna była często opisywana jako nie tylko nieunikniona, ale również korzystna dla społeczeństw (Georg Wilhelm Friedrich Hegel, Friedrich Nietzsche, Heinrich von Treitschke). Idee te związane były z powstającymi nacjonalizmami i spotkały się one z krytyką ze strony powstającego ruchu pacyfistycznego. Idee antywojenne były głoszone przez utylitarystów, dla których wojna była cywilizacyjnym anachronizmem (Jeremy Bentham, James Mill, John Stuart Mill) czy liberałów, dla których była wynikiem przerostu państwa i szkodziła dla gospodarki (Herbert Spencer, Norman Angell). Z kolei Karol Marks i wywodzący się z jego idei marksizm, uznawali wojnę za skutek konfliktu klasowego przeniesionego na poziom międzynarodowy. Zlikwidowanie klas społecznych i zaprowadzenie komunizmu miało się jednocześnie wiązać z zaprowadzeniem powszechnego pokoju.
Na początku XX wieku wielu filozofów zaangażowało się w ruch pokojowy związany z powstaniem Ligi Narodów, wierząc, że postęp społeczny doprowadzi do wyeliminowania wojen i powstania pokojowej społeczności międzynarodowej. Myśliciele i politycy podzielający ten pogląd określani byli później jako idealiści czy liberałowie utopijni. Wiązało się to z wyodrębnieniem się teorii stosunków międzynarodowych jako odrębnej dyscypliny.